# Zapalenie dróg żółciowych
Zapalenie dróg żółciowych (łac. cholangitis) – choroba powstająca na skutek zakażenia dróg żółciowych lub reakcji autoimmunologicznej. Może występować w postaci ostrej, przewlekłej lub nawracającej ropnej.

## Etiologia
W dawnych czasach najczęstszą przyczyną zapalenia dróg żółciowych była kamica żółciowa. Inne przyczyny obejmują zabiegi w obrębie przewodów żółciowych i nowotwory. Choroba powstaje wskutek zakażenia uprzednio zablokowanych dróg żółciowych. Bakterie, które mogą do niej doprowadzić:
- pałeczki
  - Escherichia coli
  - Klebsiella pneumoniae
  - Proteus mirabilis
- ziarenkowiec Enterococcus

## Objawy
- postać przewlekła (cholangitis chronica)
  - dreszcze
  - ból w prawym podżebrzu
  - utrata apetytu
  - nudności
  - wymioty
- postać ostra (cholangitis acuta)
  - dodatkowo wysoka gorączka

Wśród powikłań może wystąpić żółtaczka.

## Klasyfikacja ICD10
| kod ICD10     | nazwa choroby                |
| ------------- | ---------------------------- |
| ICD-10: K83   | Inne choroby dróg żółciowych |
| ICD-10: K83.0 | Zapalenie dróg żółciowych    |